# 서태지컴퍼니의 음반
이 부분의 본문은 서태지컴퍼니에서 발매한 음반 목록이다. 서태지가 발매한 음반 목록이라고 할 수 있다.

## 1990년대 ~ 2000년대
- 1998년 7월 7일 서태지 - Seo Tai Ji
- 2000년 9월 9일 서태지 - 울트라맨이야
- 2001년 4월 11일 서태지 - 태지의 話
- 2001년 10월 11일 서태지 - [Digital Single] Feel The Soul
- 2003년 2월 17일 서태지 - 6th Album Re-recording & ETPFEST Live
- 2003년 6월 12일 넬 - Let It Rain
- 2004년 1월 27일 서태지 - Seotaiji 7th Issue[1]
- 2004년 11월 18일 넬 - Walk Through Me
- 2004년 12월 9일 서태지 - Live Tour Zero 04
- 2007년 11월 29일 서태지 - & Seotaiji 15th Anniversary
- 2008년 7월 29일 서태지 - [Digital Single] Seotaiji 8th Atomos Part Moai[2]
- 2008년 10월 24일 서태지 - [Digital Single] BERMUDA [Triangle][3]
- 2009년 3월 10일 서태지 - [Digital Single] Seotaiji 8th Atomos Part Secret[4]
- 2009년 7월 1일 서태지 - Seotaiji 8th Atomos
- 2009년 12월 24일 서태지 - The Great 2008 Seotaiji Symphony

## 2010년 ~ 2015년
- 2010년 7월 16일 서태지 - 2009 Seotaiji Band Live Tour (The Mobius)
- 2012년 12월 4일 서태지 - Seotaiji & 20(20th Anniversary Special Edition)[5]
- 2013년 5월 20일 서태지 - [Digital Single] ETP FESTIVAL 08X09 SEOTAIJI
- 2014년 10월 20일 서태지 - Quiet Night
- 2015년 1월 9일 서태지 - [Digital Single] Christmalo.win TAK Remix
- 2015년 8월 7일 서태지 - 2014 - 2015 SEOTAIJI Band Concert Tour `Quiet Night`